# Маскава, Тосихидэ
Тосихи́дэ Маска́ва (Масукава Тосихидэ (яп. 益川 敏英); 7 февраля 1940[…], Нагоя — 23 июля 2021, Киото) — японский физик-теоретик, известный своими работами по физике элементарных частиц. Лауреат Нобелевской премии по физике 2008 года.

## Биография
Тосихидэ Маскава родился 7 февраля 1940 года в городе Нагоя, префектура Айти, Япония.  
В 1958 году поступил в Нагойский университет, который окончил в 1962 году и где начал заниматься теорией элементарных частиц в группе Сёити Сакаты. В 1967 году защитил докторскую диссертацию и остался в университете постдоком ещё на три года. К этому времени относится его знакомство с Макото Кобаяси, который учился в аспирантуре Нагойского университета.  
В 1970 году Маскава получил должность доцента Киотского университета в Киото, где в апреле 1972 года к нему присоединился Кобаяси. Уже к лету того года они закончили совместную работу, посвящённую происхождению нарушения CP-симметрии в теории слабых взаимодействий. Они показали, что это явление можно объяснить, если предположить существование третьего поколения кварков. Их статья «CP Violation in the Renormalizable Theory of Weak Interaction», опубликованная в феврале 1973 года, первоначально привлекла мало внимания. Только через 4 года, после открытия четвёртого кварка (b-кварка) и пятого лептона, на предсказание японских учёных обратили должное внимание. В этой же публикации была введена матрица Кабиббо — Кобаяси — Маскавы, определяющая параметры смешивания кварков. В настоящее время эта работа является одной из самых цитируемых статей по физике высоких энергий. 
В 1976 году Маскава стал доцентом Токийского университета, однако через четыре года вернулся в Киото, став профессором Института теоретической физики имени Юкавы; в 1997—2003 годах занимал пост директора этого института, после чего вышел в отставку. До 2019 года руководил научной группой Университета Киото Сангё. Одновременно в 2010—2018 годах возглавлял Институт Кобаяси—Маскавы по исследованию происхождения частиц и Вселенной при Нагойском университете.
Кроме исследования нарушения CP-симметрии в теории слабых взаимодействий, Маскава внёс существенный вклад в решение различных проблем физики элементарных частиц: исследовал нарушение хиральной симметрии в перенормируемой калибровочной теории, неоднозначности Грибова и суперсимметричные нелинейные теории, изучал свойства систем с ограничениями. Его работы отличались высоким уровнем использования сложного математического аппарата.
Скончался 23 июля 2021 года в Киото от рака дёсен.

## Награды
- 1979 — Мемориальная премия Нисины[яп.]
- 1985 — Премия Японской академии наук
- 1985 — Премия Сакураи
- 1994 — Премия Асахи
- 1995 — Премия газеты «Тюнити»[яп.]
- 2007 — Премия в области физики частиц и физики высоких энергий
- 2008 — Орден Культуры
- 2008 — Нобелевская премия по физике

## Основные публикации
- Kobayashi M., Kondo H., Maskawa T. Symmetry Breaking of the Chiral U(3)⊗U(3) and the Quark Model // Progress of Theoretical Physics. — 1971. — Vol. 45. — P. 1955–1959. — doi:10.1143/PTP.45.1955.
- Kobayashi M., Maskawa T. CP-Violation in the Renormalizable Theory of Weak Interaction // Progress of Theoretical Physics. — 1973. — Vol. 49. — P. 652–657. — doi:10.1143/PTP.49.652.
- Maskawa T., Nakajima H. Spontaneous Breaking of Chiral Symmetry in a Vector-Gluon Model // Progress of Theoretical Physics. — 1974. — Vol. 52. — P. 1326–1354. — doi:10.1143/PTP.52.1326.
- Maskawa T., Nakajima H. Spontaneous Breaking of Chiral Symmetry in a Vector-Gluon Model. II // Progress of Theoretical Physics. — 1975. — Vol. 54. — P. 860–877. — doi:10.1143/PTP.54.860.
- Maskawa T., Yamawaki K. The Problem of {\displaystyle P^{+}=0} Mode in the Null-Plane Field Theory and Dirac's Method of Quantization // Progress of Theoretical Physics. — 1976. — Vol. 56. — P. 270–283. — doi:10.1143/PTP.56.270.
- Marumori T., Maskawa T., Sakata F., Kuriyama A. Self-Consistent Collective-Coordinate Method for the Large-Amplitude Nuclear Collective Motion // Progress of Theoretical Physics. — 1980. — Vol. 64. — P. 1294–1314. — doi:10.1143/PTP.64.1294.
- Bando M., Kuramoto T., Maskawa T., Uehara S. Structure of non-linear realization in supersymmetric theories // Physics Letters B. — 1984. — Vol. 138. — P. 94-98. — doi:10.1016/0370-2693(84)91880-X.
- Маскава Т. О чём говорит CP-нарушение: Нобелевская лекция // Успехи физических наук. — 2009. — Т. 179. — P. 1319-1322. — doi:10.3367/UFNr.0179.200912f.1319.
- Aoki Y., Aoyama T., Kurachi M., Maskawa T. et al. Light composite scalar in eight-flavor QCD on the lattice // Physical Review D. — 2014. — Vol. 89. — P. 111502(R). — doi:10.1103/PhysRevD.89.111502. — arXiv:1403.5000.